# Krępiec-Gajówka
Krępiec-Gajówka (do 14 lutego 2002 Krępiec) – część wsi Molendy (do 14 lutego 2002 gajówka) w Polsce, położona w województwie mazowieckim, w powiecie kozienickim, w gminie Garbatka-Letnisko.